# 유럽 고속도로 552호선

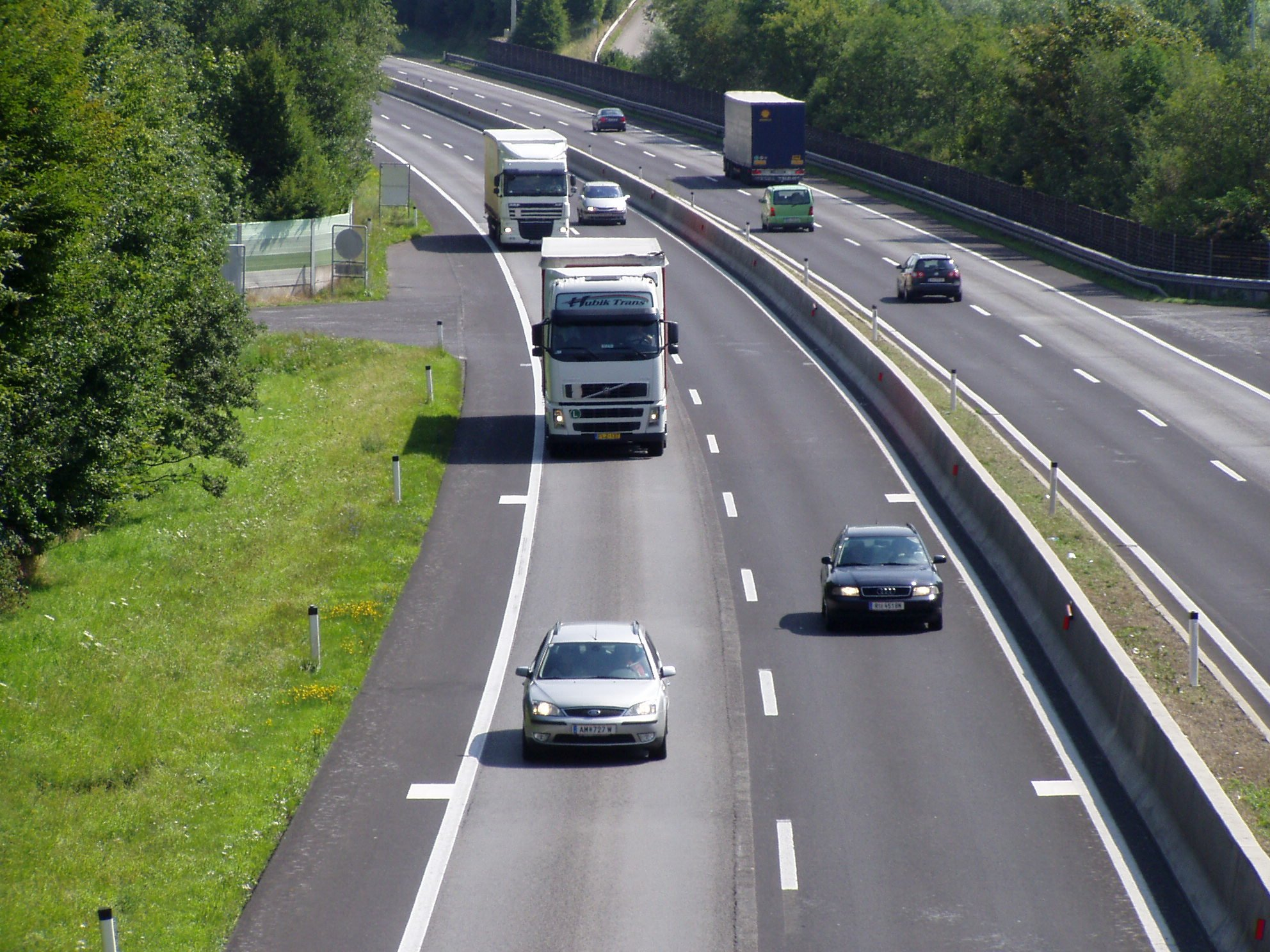
유럽 고속도로 552호선의 일부를 이루고 있는 인크레이스 아우토반

유럽 고속도로 552호선(European route E552)은 독일의 뮌헨에서 오스트리아의 린츠까지 이르는 B-클래스급 고속도로로, 총 연장은 약 243 km이다.

## 경로
- 독일 (공유하고 있는 노선 번호 :  A 94와  B 12(독일어판)의 일부로 구성)
  - 뮌헨 : E45, E52, E53, E54, E533
  - 노이외팅(독일어판, 러시아어판)
  - 짐바흐암인
- 오스트리아 (공유하고 있는 노선 번호 :  B148 국도와  A8 고속도로,  A25 고속도로 등)
  - 브라우나우암인
  - 벨스
  - 린츠 : E55, E60